# こんにちは!FTVです
『こんにちは!FTVです』（こんにちは エフティーブイです）は、福島テレビで1966年5月7日から放送されていたローカルワイド番組。1968年5月4日から『FTVワイドショーふくしま』（エフティーブイワイドショーふくしま）に改題し、1972年6月24日まで放送された。

## 概要
放送開始当初はサロントーク型のワイドショーで、「視聴者参加」を合言葉にしていた。『FTVワイドショーふくしま』へのリニューアル後は、主婦層だけをターゲットとしないニュースショー形式の番組になった。
番組の終了後、FTVの地域情報番組は1973年10月放送開始の『FTVテレポート』や1981年4月放送開始の『サタデーふくしま』（後の『サタふく』）に引き継がれた。

## 放送時間
- こんにちは!FTVです
  - 土曜 15:00 - 15:45 （1966年5月 - 1968年4月）
- FTVワイドショーふくしま
  - 土曜 15:00 - 15:50 （1968年5月 - 1969年9月）
  - 土曜 13:15 - 14:00 （1969年10月 - 1971年3月）
  - 土曜 13:00 - 14:00 （1971年4月 - 1972年6月）

## 司会者
特記の無い者はFTVアナウンサー（当時）。
- こんにちは!FTVです
  - 保高隆成（1966年5月 - 1967年4月）
  - 水林みつ子（1966年5月 - 1967年1月） - 一般の主婦。
  - 石田千恵里（1967年2月 - 1968年4月）
  - 大類正照（1967年2月 - 1968年4月）
  - 岡嶋浩子（1967年2月 - 1968年4月）
- FTVワイドショーふくしま
  - 大類正照（1968年5月4日 - 1970年8月22日）
  - 岡嶋浩子（1968年5月4日 - 1969年12月27日）
  - 高田恭子（1970年1月3日 - 6月27日）
  - 水林伸夫（1970年8月29日 - 1971年1月2日）
  - 熊谷京子（1970年8月29日 - 1971年1月2日）
  - 鈴木孝之（1971年1月9日 - 1972年6月24日）
  - 玉盛孝江（1971年1月9日 - 1972年5月20日）
  - 長久保タツ子（1972年5月27日 - 1972年6月24日） - フリーアナウンサー。

## 番組コーナー
- こんにちは!FTVです
  - おまねきしました - 話題の人や善行の人などをスタジオに招いてインタビューするコーナー。
  - おくさま談話室 - 暮らしに密着した問題について主婦などをスタジオに招いて討論させるコーナー。
  - 音楽をどうぞ - 視聴者からのリクエスト曲をエレクトーン演奏するコーナー。